# 茲拉特莫拉夫采
茲拉特莫拉夫采是斯洛伐克的城鎮，位於該國西南部，由尼特拉州負責管轄，面積27.15平方公里，海拔高度196米，2006年人口13,345，其中八成居民信奉羅馬天主教。

## 外部連結
- Homepage - History of Zlaté Moravce (website is only in Slovak) （页面存档备份，存于）
- Map of Zlaté Moravce （页面存档备份，存于）